# 小田秀臣
小田 秀臣（おだ ひでおみ、昭和5年〈1930年〉10月4日 - 昭和62年〈1987年〉11月5日）、は、日本のヤクザ。暴力団・三代目山口組若頭補佐兼本部長、小田秀組組長。

## 来歴
昭和5年（1930年）10月4日、京都市伏見区で生まれた。
昭和33年（1958年）、小田組（後の小田秀組）を結成し、明友会に参加した。

昭和35年（1960年）8月9日、明友会事件が勃発した。
その後、三代目山口組若頭・地道行雄の舎弟となった。
昭和39年（1964年）、山口組・田岡一雄組長の盃を受け、田岡一雄の若衆となった。
昭和43年（1968年）、若頭補佐に就任した。
昭和46年（1971年）に山本健一が三代目山口組若頭に就任し、小田は山口組本部長に就任した。
昭和48年（1973年）、小田と織田組・織田譲二組長（本名は伊藤豊彦）は、東亜友愛事業組合と交渉し、東亜友愛事業組合沖縄支部（支部長は、宜保俊夫）を、山口組直系とした。

昭和50年（1975年）7月26日深夜、大阪戦争が勃発した。
昭和51年（1976年）4月、山本健一、小田ら山口組幹部8人は資本金6千万でビル管理を主業務とする「東洋信用実業」を設立し、役員となった。東洋信用実業は、「山口組会館」（後の四代目山口組本部）を建設した。また、それまで山口組幹部が田岡一雄の名代として使う慶弔の費用は、田岡一雄から出ていたが、上納金（山口組会費）から出すようにした。また、山口組若頭補佐が山口組幹部名で出す慶弔の費用も、上納金から出すようにした。
小田秀組は、小田が経営する「小田秀総業ビル」を中心として、同業者相手の金融業を中心に合法・非合法にまたがってビジネスを展開するなど豊富な資金力で知られる一方、合法的な収入を税金として納めるなど司法対策にも注力していた。このため、当時の小田は山口組内で資金力ナンバー1と評されていた。
昭和53年（1978年）8月11日、大阪戦争最中の山口組幹部で唯一NHKのインタビューに応じたが、麻薬追放国土浄化同盟及び組員の麻薬事件の報道を巡ってマスコミ批判を展開。9月2日にルポルタージュにっぽん『山口組・78年夏』として放送され、小田秀組事務所内部の映像も流された。11月1日、田岡一雄邸宅で山本健一、山本広と共に記者会見を開き、大阪戦争の終結宣言を行った。
昭和56年（1981年）7月23日、田岡一雄は、急性心不全により死去した。
山口組の運営は、山本健一の出所まで、山本広、小田秀臣、中西一男、竹中正久、益田組・益田芳夫組長（後の益田佳於）、加茂田組・加茂田重政組長（後の一和会副会長兼理事長）、豪友会・中山勝正会長（後の四代目山口組若頭）、溝橋組・溝橋正夫組長と、田岡一雄夫人・田岡文子で行なわれることになった。

昭和57年（1982年）2月4日、山本健一は、肝硬変に腎不全を併発して死去した。これを切っ掛けに山口組四代目跡目問題が浮上した。当初、小田は中山勝正を四代目組長に推していたが、中山が断ったため、山本広を推すグループに属した。
同年4月27日、山本健一の山口組組葬が、田岡邸の隣で行なわれた。小田は葬儀執行副委員長を務めた。
昭和59年（1984年）6月5日午後3時、山口組直系組長会で、竹中正久は、山口組四代目組長就任の挨拶をした。山本広を支持する直系組長は、直系組長会に出席しなかった。出席したのは直系組長96人中46人と、田岡一雄の舎弟2人だった。
同日、小田は大阪市東区の松美会（会長は松本勝美）事務所で、山本広、加茂田重政、佐々木組・佐々木道雄組長、溝橋正夫、北山組・北山悟組長、松本勝美らと共に在阪のマスコミ各社を呼んで記者会見を開き、竹中正久の山口組四代目就任に反対した。
竹中正久の山口組四代目就任に反対する山口組直系組長は、山口組の山菱の代紋を組事務所から外して一和会を結成した。
しかし、若頭の松山政雄、舎弟頭代行の山田輝雄（山田組組長）、盛政之助（盛政連合会組長）、森田昌夫（森田組組長）ら小田秀組の幹部4人が一斉に離反し、山口組と杯を交わして直系組長となるという事態に見舞われた小田は一和会には参加せず、小田秀組を解散してヤクザから引退した。同様のケースは弘田組、黒沢組、福井組、伊堂組、鈴国組、瀧澤組などでも発生し、発足直後の一和会にとって大きな痛手となった。小田秀組の地盤は、元若頭の松山が松山組として継承したが2012年に解散した（他の3組も組長の死去などに伴い全て解散している）。元・小田秀組直参の貝本健（名古屋市・貝本会会長）は松山組から山口組直参に昇格して現在に至っている。
昭和62年（1987年）11月5日、小田は心臓病で死去した。57歳没。晩年には、引退したことにより現役時代に貸していた金を全て踏み倒されたと溝口敦に語っている。

## 小田秀臣関連の映画・オリジナルビデオ
- 『激動の1750日』（1990年、東映）、岩間直秀のモデルは、小田秀臣。岩間直秀役は、中尾彬